# Phaethornis longirostris
El ermitaño colilargo norteño  (Phaethornis longirostris), también denominado ermitaño colilargo (en Colombia y Costa Rica), ermitaño piquilargo (en Ecuador y Panamá), colibrí ermitaño mesoamericano o colibrí ermitaño pico largo (en México) o ermitaño de pico largo (en Perú), es una especie de ave apodiforme de la familia Trochilidae, perteneciente al numeroso género Phaethornis. Algunos autores sostienen que se trata de dos especies separadas. Es nativo de México, América Central y del noroeste de América del Sur.

## Distribución y hábitat
Se distribuye desde el este de México, por la pendiente caribeña de Belice, Guatemala, Honduras, Nicaragua, Costa Rica y Panamá, y por la pendiente del Pacífico de Costa Rica y Panamá, hasta el norte de Colombia, y extremo noroeste de Venezuela; una población aislada (la subespecie baroni) en la costa del Pacífico del oeste de Ecuador y noroeste de Perú.
Esta especie es considerada localmente común en sus hábitats naturales: el sotobosque de selvas húmedas, crecimientos secundarios altos, áreas más húmedas en bosques semi-caducifolios, bosques de pino-roble y bosques nubosos, bordes de bosques, bosques en galería y plantaciones. Desde el nivel del mar hasta altitudes de 1500 m en México, hasta los 2500 m en el norte de Colombia, y desde el nivel del mar hasta los 1300 m en el oeste de Ecuador.

## Descripción
Mide entre 13,5 y 16 cm de longitud. Pesa entre 5,5 y 6 g. La cabeza es color marrón oscuro con franjas faciales color ante. Dorso verde bronceado, con el borde de las plumas anteadas y la rabadilla rojiza. El vientre es castaño grisoso claro acanelado. Las remeras primarias son color pizarra y las timoneras laterales son negras, con puntas blancuzcas a anteadas. El pico, curvado, mide 43 mm de longitud, negro por encima, color naranja opaco por debajo y fusca en la punta.

## Reproducción
Para atraer a las hembras, de diciembre a junio, los machos forman asambleas de cortejo, denominados leks, que pueden cubrir unos 230 m de largo y contar con más de 100 ejemplares. Las hembras viajan desde lugares distantes, para encontrarse con los machos. Construyen un nido en forma de copa, de paredes densas y ordenadas, a una altura de 1,2 a 4,5 m. Lo fabrican con fibras vegetales y telarañas, bajo la punta de una hoja de palma del sotobosque o de una hoja desnuda de «platanillo» (Heliconia o Phenakospermum ) o banano (Musa). La hembra pone dos huevos de color blanco, que miden 15,9 por 9,5 mm. El período de incubación es de 17 a 18 días.

## Sistemática

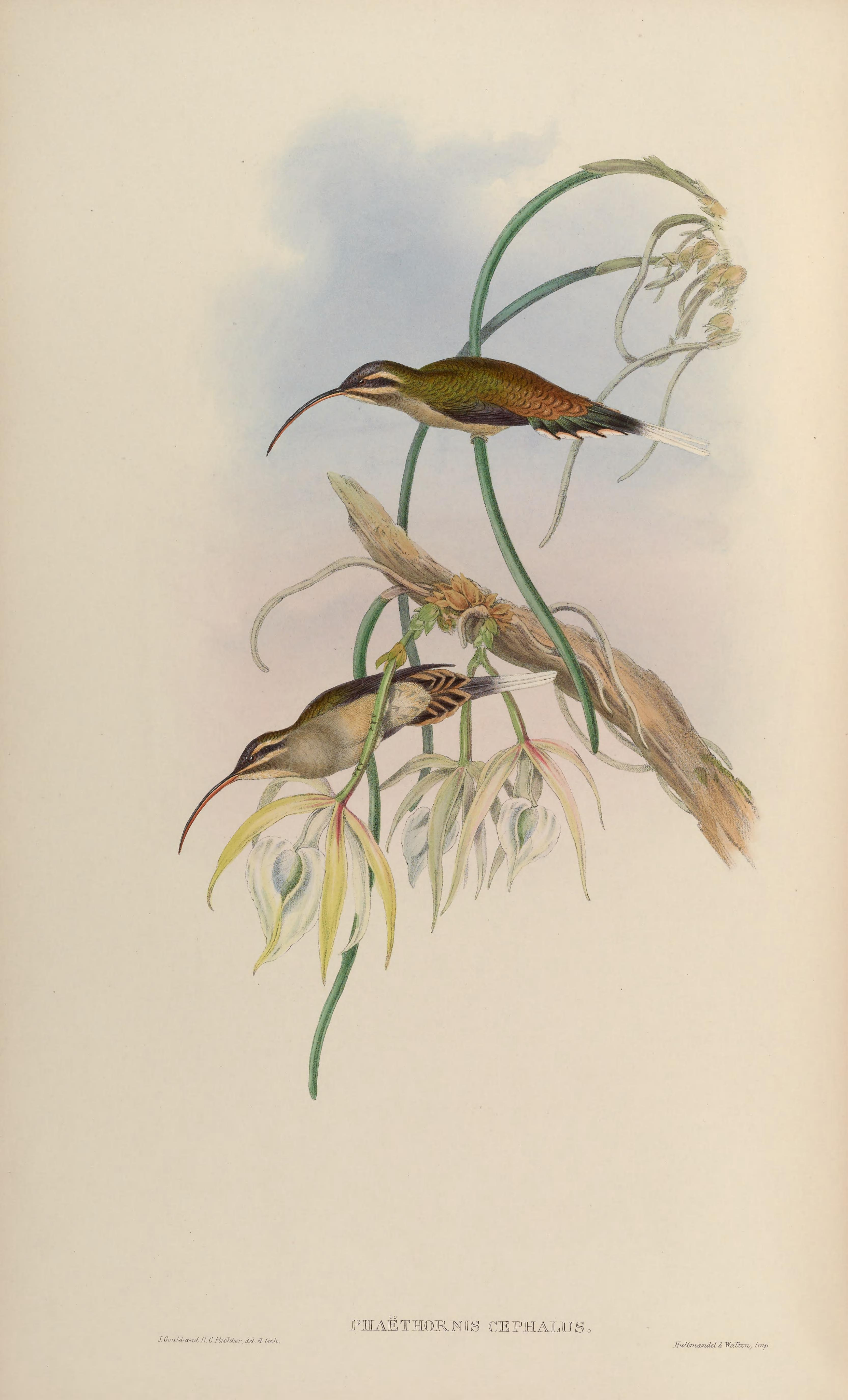
Phaëthornis cephalus, ilustración de Gould y Richter en A monograph of the Trochilidae, or family of humming-birds vol. 1, 1861.

### Descripción original
La especie P. longirostris fue descrita por primera vez por el ornitólogo francés Adolphe Delattre en 1843 bajo el nombre científico Ornismya longirostris; su localidad tipo es: «Guatemala».

### Etimología
El nombre genérico masculino «Phaethornis» se compone de las palabras del griego «phaethōn» que significa ‘sol’ y «ornis» que significa ‘pájaro’; y el nombre de la especie «longirostris», se compone de las palabras del latín «longus» que significa ‘largo’, y «rostris» que significa ‘de pico’.

### Taxonomía
La especie Phaethornis mexicanus (incluyendo la subespecie griseoventer) del oeste de México, ya fue tratada como conespecífica con la presente, pero las diferencias morfológicas, de vocalización y los análisis genéticos justificaron plenamente su separación.

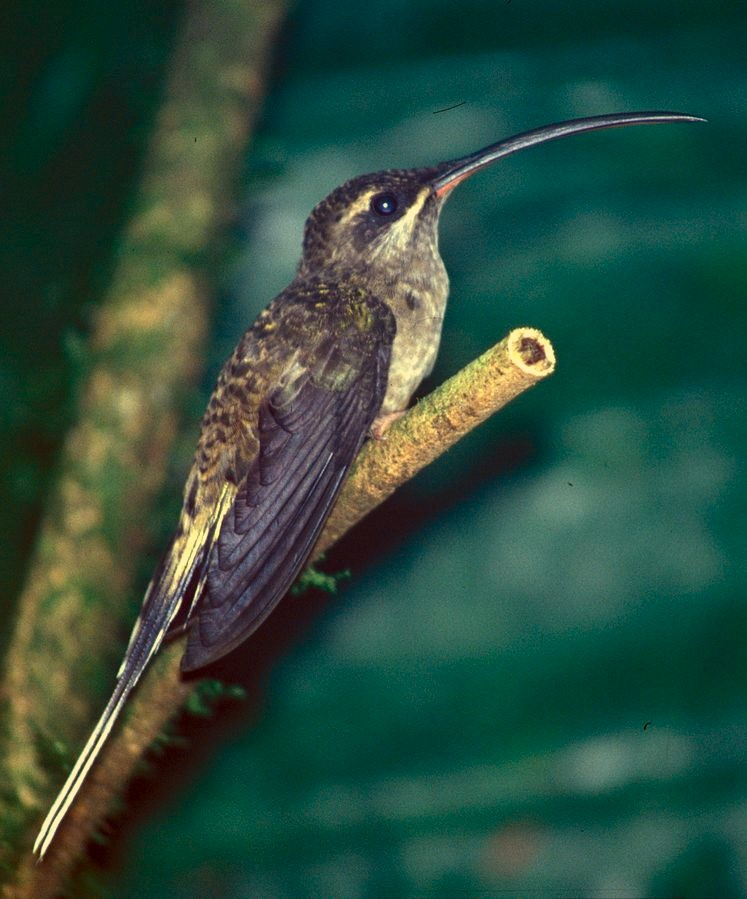
Ermitaño ecuatoriano (Phaethornis longirostris baroni)

La subespecie P. longirostris baroni, geográficamente aislada en el oeste de Ecuador y noroeste de Perú, es separada como especie plena, el ermitaño ecuatoriano Phaethornis baroni por Aves del Mundo (HBW) y Birdlife International (BLI) con base en diferencias de plumaje, morfológicas y de vocalización en el lek.
La forma propuesta 	P. longirostris veraecrucis Ridgway, 1910 del sur de México, se considera indivisible de la nominal, y la forma P. longirostris cassinii Lawrence, 1866 de Panamá y noroeste de Colombia, se considera indivisible de cephalus.

### Subespecies
Según las clasificaciones del Congreso Ornitológico Internacional (IOC)  y Clements Checklist/eBird  se reconocen cuatro subespecies, con su correspondiente distribución geográfica:
- Grupo politípico longirostris:
  - Phaethornis longirostris longirostris (Delattre), 1843 – desde el sur de México (norte de Oaxaca) hasta el norte de Honduras.
  - Phaethornis longirostris cephalus (Bourcier & Mulsant), 1848 – desde el este de Honduras hasta el noroeste de Colombia (norte de Santander).
  - Phaethornis longirostris susurrus Bangs, 1901 – Sierra Nevada de Santa Marta en el noreste de Colombia.

- Grupo monotípico baroni: 
  - Phaethornis longirostris baroni Hartert, 1897 – oest de Ecuador (desde el oeste de Esmeraldas hasta el sur de Loja) al noroeste de Perú (Tumbes, Piura).